# Viksten
Viksten désigne deux petites îles (Viksten du Nord et Viksten du Sud) situées à l'extrémité sud de l'archipel de Stockholm, au sud de Nynäshamn.
Norra Viksten est une petite île rocheuse avec localement de l'herbe et de la bruyère. Södra Viksten, elle, est recouverte d'une prairie à la flore riche. Du fait du rebond post-glaciaire, ces deux îles tendent peu à peu à n'en former qu'une, et seul un mince chenal les séparent actuellement.
Les îles sont situées sur une des principales voies maritimes menant au port de Stockholm, et donc malgré leurs petites tailles, chaque île compte un phare, Viksten NV sur Norra Viksten et Viksten SO sur Södra Viksten. Les phares ont probablement été construits après le naufrage du Riksnyckeln en 1628.

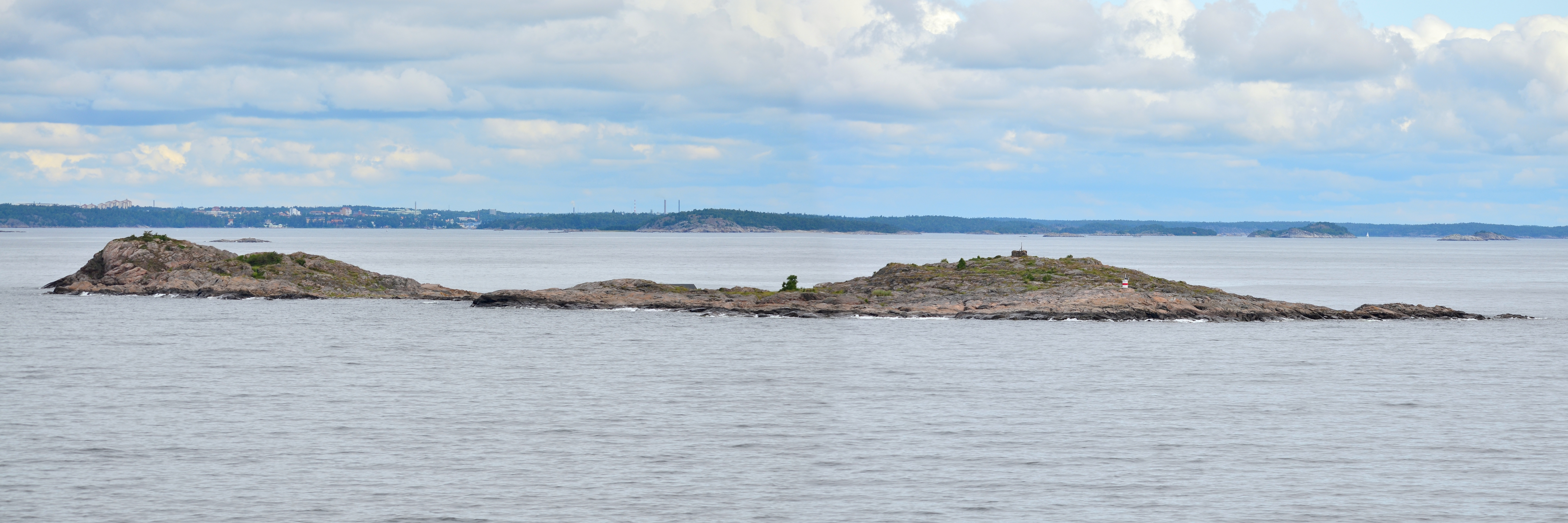
Viksten